# 田口雅弘
田口 雅弘（たぐち まさひろ、1956年12月26日 - ）は、日本の経済学者。環太平洋大学経済経営学部教授。岡山大学名誉教授。専門は、現代ポーランド経済史、ポーランド経済政策論、体制転換論。娘は社会起業家の田口愛。ワルシャワ中央計画統計大学財政統計学部国民経済計画学科卒。

## 来歴
1978年、ポーランド政府給費留学生として渡航する。留学中に、独立自主管理労働組合「連帯」運動や、ヤルゼルスキ政権による戒厳令を経験した。1984年、ワルシャワ中央計画統計大学(SGPiS：現在のワルシャワ経済大学）で経済学修士の学位を取得し卒業する。1988年、京都大学大学院博士課程後期単位取得退学。

同年より1990年まで、日本学術振興会特別研究員として東京大学社会科学研究所に所属した。1990年、岡山大学教養部助教授に就任。2007年に岡山大学大学院社会文化科学研究科教授に昇格した。この間、在外研究で、ハーバード大学ヨーロッパ研究センター(CES)客員研究員（1992年 - 1993年）、ポーランド科学アカデミー(PAN)客員教授（1993年 - 1994年）、ワルシャワ経済大学(SGH)教授（2019年 - 2020年）等を歴任している。また、2006年に京都大学にて博士（経済学）の学位を取得した。
2021年、岡山大学学術研究院社会文化科学学域教授。2022年、岡山大学名誉教授、中国学園大学国際教養学部教授。2023年、環太平洋大学経済経営学部教授。

### 上記以外の役職
- 1997-1998年：併任： ポーランドオリンピック委員会(PKOl)オリンピックアタシェ
- 2012年：ポーランド科学アカデミー／ワルシャワ大学経済学部客員教授
- 2012年6月：ポーランド大学評価委員会(Polska Komisja Akredytacyjna)評価委員

## 年表
- 2023年4月 - 現在；環太平洋大学, 経済経営学部 現代経営学科, 教授
- 2022年4月 - 2023年3月：中国学園大学国際教養学部, 教授
- 2021年4月 - 2022年3月：岡山大学学術研究院社会文化科学学域教授
- 2007年4月 - 2021年3月：岡山大学, 大学院社会文化科学研究科, 教授
- 2019年4月 - 2020年2月：ワルシャワ経済大学教授（世界経済研究所）
- 2017年4月 - 2019年3月：岡山大学大学院社会文化科学研究科副研究科長
- 2016年2月 - 2017年3月；岡山大学学長補佐
- 2013年 - 2015年：岡山大学グローバル人材育成院 副院長
- 2013年 - 2015年：岡山大学グローバル・パートナーズ 副センター長
- 2010年 - 2015年：岡山大学グローバル・パートナーズ プログラム・マネージャー
- 2006年4月 - 2007年3月：岡山大学, 大学院社会文化科学研究科, 助教授
- 1994年10月 - 2006年3月：岡山大学, 経済学部 経済学科（含夜間主コース）, 助教授
- 2004年8月 - 2005年1月：ワルシャワ大学, 経済学部, 客員教授
- 1993年10月 - 1994年9月：ポーランド科学アカデミー, 客員教授
- 1990年4月 - 1994年9月：岡山大学, 教養部, 助教授
- 1992年7月 - 1993年9月：ハーバード大学ヨーロッパ研究センター, 客員研究員
- 1988年4月 - 1990年3月：東京大学, 社会科学研究所, 日本学術振興会特別研究員

## 著書

### 単著
- 田口雅弘, 御茶の水書房『ポーランド体制転換論 : システム崩壊と生成の政治経済学』御茶の水書房、2005年。ISBN 4275003756。全国書誌番号:20813077。
- 田口雅弘, 岡山大学経済学部『現代ポーランド経済発展論 : 成長と危機の政治経済学』第42冊、岡山大学経済学部〈岡山大学経済学研究叢書〉、2013年。 NCID BB11987159。全国書誌番号:22223041。
- 田口雅弘, 群像社『第三共和国の誕生　~ポーランドの体制転換一九八九年 (ポーランド史叢書)』群像社、2021年。ISBN 9784910100210。全国書誌番号:23629112。

### 編著書
- 『フォーラム・ポーランド会議録 Forum Polska. Konferencje』(関口時正との共編著）ふくろう出版／オンライン学術ジャーナル、2007年以降年刊)[5]
- 『これからの日中韓経済学 キャンパス・アジア共通教科書』（金美徳との共編著）えにし書房、2018年 ISBN 978-4-908073-50-2
- (編著) On the Identity of Poles. International Scientific Conference on the Occasion of the 100th Anniversary of Regaining Independence of the Republic of Poland、Forum Poland / ふくろう出版、2020年 ISBN 978-4-86186-784-2

### 共著書
- 『コメコン諸国の経済発展と対外経済関係』（貝出昭編著）アジア経済研究所、1988年 ISBN 4-258-04381-8
- 『コメコン経済の成長循環』（名島修三編著）アジア経済研究所、1990年 ISBN 4-258-04398-2
- 『もっと知りたいポーランド』（宮島直樹編著）弘文堂、1992年 ISBN 4-335-52020-4
- 『経済システムの転換』（溝端佐登史編著）世界思想社、1993年 ISBN 4-7907-0470-X
- 『ポーランド史論集』（阪東宏編著）三省堂、1996年 ISBN 4-385-35767-6
- 『経済システム転換と労働市場の展開』（大津定美・吉井昌彦編著）日本評論社、1999年 ISBN 4-535-55123-5
- 『ヨーロッパ史研究の新地平 －ポーランドからのまなざし－』（中山昭吉・松川克彦編著）昭和堂、2000年 ISBN 4-8122-0009-1
- 『ポーランドを知るための60章』（渡辺克義編著）明石書店、2001年 ISBN 978-4-7503-1463-1
- Grzegorz W. Kolodko（編） Globalizacja Marginalizacja Rozwój, ワルシャワ: WSPiZ, 2003年 ISBN 83-86846-90-9
- Grzegorz W. Kolodko（編） Emerging Market Economies: Globalization and Development. Aldershot: Ashgate Publishing, 2003年 ISBN 0-7546-3706-9
- 『EU統合の軌跡とベクトル トランスナショナルな政治社会秩序形成への模索』（田中俊郎、庄司克宏編著）慶應義塾大学出版会、2006年 ISBN 4-7664-1327-X
- 『拡大するEUとバルト経済圏の胎動』、（蓮見雄編著）昭和堂、2009年 ISBN 978-4-8122-0868-7

### 訳書他
- 『対訳ポーランド語経済用語小辞典 /Mały słownik ekonomiczny polsko-angielsko-japoński』自費出版（ワルシャワ／京都）、1985年4月 *ポ・英・日
- L．バルツェロヴィチ（家本博一と共訳）『社会主義・資本主義・体制転換』多賀出版、2000年 ISBN 4-8115-5841-3
- W・G・コウォトコ（家本博一・吉井昌彦と共訳）『「ショック」から「真の療法」へ －ポスト社会主義諸国の体制移行からEU加盟へ－』三恵社、2005年 ISBN 4-88361-264-3
- アンジェイ・ガルリツキ（渡辺克義・吉岡潤と共監訳）『ポーランドの高校歴史教科書【現代史】』明石書店、2005年 ISBN 4-7503-2143-5
- 『ポーランド語スポーツ用語辞典(Polsko-japoński, Japońsko-polski Słownik Sportu)（中村史絵と共編）ふくろう出版、2020年 ISBN 978-4861867903
- 『中東欧文化事典』（羽場久美子・大津留厚・桑名映子・井口壽乃・長與進・山崎信一・中澤達哉と共編）丸善、2021年 ISBN 978-4-621-30616-1

## 顕彰
- ポーランド外務大臣表彰 - 2007年[6]
- ポーランド共和国功労勲章オフィツェルスキ十字型章 - 2009年[7]
- 第38回電気通信普及財団賞 - 2023年[8]